# 须药藤属
须药藤属（学名：Stelmatocrypton）是萝藦科下的一个属，为缠绕大藤本植物。该属仅有须药藤（Stelmatocrypton khasianum）一种，分布于印度和中国云南、贵州和广西。